# Скрытоглав восьмиточечный
Скрытоглав восьмиточечный(лат. Cryptocephalus octopunctatus) — вид жуков-листоедов (Chrysomelidae) из подсемейства скрытоглавов (Cryptocephalinae). Распространён с Центральной и Восточной Европы (в том числе, обитают на территории Чехии и Словакии) на запад во Францию, на восток на Украину, на юг в северную Италию.